# Alluaudomyia imparungius
Alluaudomyia imparungius är en tvåvingeart som beskrevs av Jean-Jacques Kieffer 1913. Alluaudomyia imparungius ingår i släktet Alluaudomyia och familjen svidknott.
Artens utbredningsområde är Kenya. Inga underarter finns listade i Catalogue of Life.